# آن إليز تومسون
آن إليز تومسون (بالإنجليزية: Anne Elise Thompson)‏ هي قاضية ومحامية أمريكية، ولدت في 1934 في فيلادلفيا في الولايات المتحدة.